# Морозов, Константин Валерьевич
Константин Валерьевич Морозов (13 мая 1992, Вышний Волочек, Тверская область, Россия) — российский футболист, защитник. Выступал за различные клубы, часто меняя их. Нигде, кроме «Амкара», не оставался более, чем на сезон.

## Карьера
Воспитанник ФК «Химки». Играл за молодёжный состав этой команды. Несколько лет Морозов играл во Втором российском дивизионе за казанский «Рубин-2», «Биолог-Новокубанск» и петербургскую «Русь». После того, как последняя команда из-за проблем с финансированием снялась с первенства, Морозов некоторое время оставался без клуба. Из-за этого некоторое время поддерживал свою форму в любительском коллективе «Квазар» (Москва).
В 2014—2015 годах выступал за клуб армянской Премьер-лиги «Улисс».
В июле 2016 года подписал контракт с ФК «Енисей». 26 августа по обоюдному согласию контракт был расторгнут.
В дальнейшем выступал за многие российские клубы из низших лиг, а также за армянские «Алашкерт» и «Арарат».
Период в «Амкаре» с 2021 по 2023 годы стал самым длинным в карьере Морозова в составе одной команды. После «Амкара» перешел в дзержинский «Химик».
В 2024 году ушел в клуб Медиалиги «Lit Energy».